# (400028) 2006 QF83
(400028) 2006 QF83 es un asteroide perteneciente al cinturón de asteroides, descubierto el 27 de agosto de 2006 por el equipo del Spacewatch desde el Observatorio Nacional de Kitt Peak, Arizona, Estados Unidos.

## Designación y nombre
Designado provisionalmente como 2006 QF83.

## Características orbitales
2006 QF83 está situado a una distancia media del Sol de 2,555 ua, pudiendo alejarse hasta 2,996 ua y acercarse hasta 2,115 ua. Su excentricidad es 0,172 y la inclinación orbital 3,075 grados. Emplea 1492,57 días en completar una órbita alrededor del Sol.

## Características físicas
La magnitud absoluta de 2006 QF83 es 18,1.